# Ratnapura
Ratnapura (syng. රත්නපුර, tamil. இரத்தினபுரி) – stolica prowincji Sabaragamuwa w Sri Lance, leży ok. 101 km na wschód od Kolombo. Duży ośrodek wydobycia i handlu kamieniami szlachetnymi: rubinami i szafirami. W pobliżu znajdują się kopalnie wydobywające minerały oraz duże uprawy ryżu, owoców, herbaty i kauczukowca. W 1901 r. populację Ratnapury liczono na 4,084 osób, w 2001 wzrosła do 46,309.